# Пиріг з фаршу
Пиріг з фаршу (також фаршовий пиріг у Північній Америці та фруктовий фаршовий пиріг в Австралії та Новій Зеландії) — це солодкий пиріг англійського походження, наповнений фаршем, який є сумішшю фруктів, спецій і сала. Пироги традиційно подають під час різдвяного сезону в більшій частині англомовного світу. Його складові можна простежити до 13 століття, коли повернулися європейські хрестоносці привезли з собою близькосхідні рецепти, що містили м’ясо, фрукти та спеції; вони містили християнську символіку представлення дарів, переданих Ісусу біблійними волхвами. Пироги з фаршу на Різдво традиційно мали довгасту форму, що нагадувала ясла, і часто були увінчані зображенням Немовляти Христа.
Ранній пиріг з фаршем був відомий під кількома назвами, у тому числі «пиріг з бараниною", «пиріг з м'ясом» і «різдвяний пиріг». Зазвичай його інгредієнти були сумішшю фаршу, сала, ряду фруктів і спецій, таких як кориця, гвоздика та мускатний горіх. Гострий різдвяний пиріг (як його стали називати), який подають на Різдво, асоціювався з нібито католицьким «ідолопоклонством», і під час громадянської війни в Англії пуританська влада не сприймала його. Попри це, традиція їсти різдвяний пиріг у грудні продовжувалася до вікторіанської епохи, хоча на той час його рецепт став солодшим, а розмір помітно зменшився порівняно з великою довгастою формою, яку спостерігали раніше. Сьогодні пиріг з фаршем, який зазвичай готується без м'яса (але часто включає сало або інші тваринні жири), залишається популярними сезонними ласощами, яким користуються багато людей у Великій Британії та Ірландії.

## Історія

### Великобританія
Інгредієнти для сучасного пирога з фаршем можна простежити до повернення європейських хрестоносців зі Святої землі. У той час були популярні близькосхідні способи приготування їжі, які іноді поєднували м'ясо, фрукти та спеції. З таких сумішей солодких і солоних страв створювали пироги; в Англії часів Тюдорів пироги shrid (як їх тоді називали) готували з подрібненого м'яса, сала та сушених фруктів. За словами англійського антиквара Джона Тімбса, додавання таких спецій, як кориця, гвоздика та мускатний горіх, було «на знак приношень східних волхвів». Деякі автори, включаючи Тімбса, вважали, що пиріг походить від старого римського звичаю, який практикувався під час Сатурналій, коли римським отцям у Ватикані підносили солодощі. Ранні пироги були набагато більшими, ніж ті, що споживаються сьогодні, і мали довгасту форму; Юрист Джон Селден припустив, що «труна з нашими різдвяними пирогами, у довгій формі, є імітацією ясел [ясел Ісуса]», хоча письменник Т. Ф. Тістлтон-Дайєр вважав пояснення Селдена малоймовірним, оскільки «в старих англійських кулінарних книгах скоринка пирога зазвичай називається „труною“».

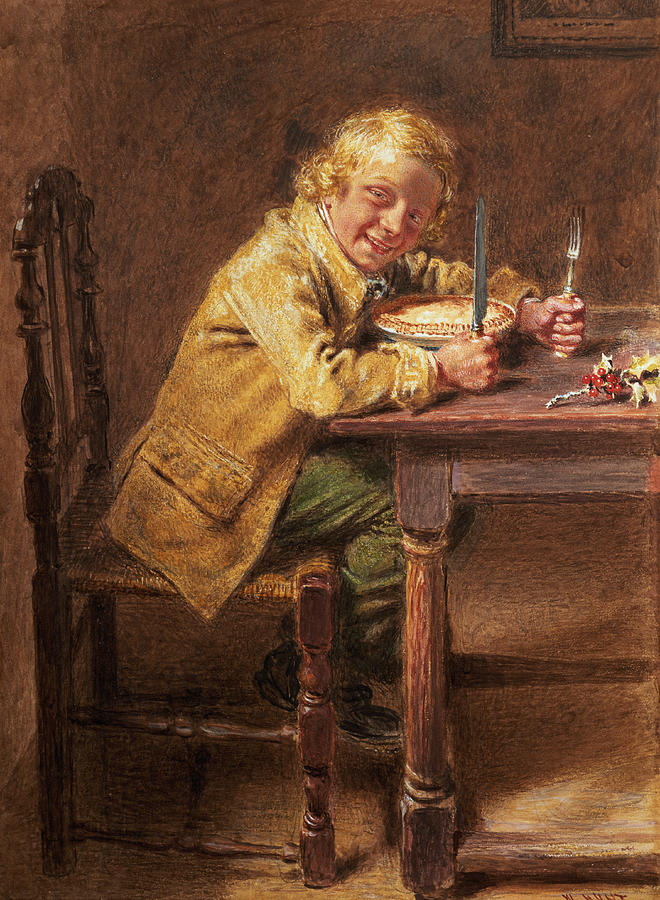
Різдвяний пиріг, Вільям Генрі Хант

Попередник сучасного фаршового пирога був відомий під кількома назвами. Антиквар Джон Бранд стверджував, що в Англії епохи Єлизавети та Якова вони були відомі як пироги з фаршем, але інші назви включають пиріг з баранини, а починаючи з наступного століття — різдвяний пиріг. Рецепт 1615 року Джервейза Маркхема рекомендує взяти «баранячу ніжку» і відрізати «найкращу частину м'яса від кістки» перед додаванням баранячого сала, перцю, солі, гвоздики, макухи, смородини, родзинок, чорносливу, фініків і апельсинової шкірки. Він також припустив, що яловичину або телятину можна використовувати замість баранини. На півночі Англії в начинку для пирогів використовували гусака, але зазвичай також використовували яловичий язик ; північноамериканський рецепт начинки, опублікований у 1854 році, включає нарізаний чистий язик, яловиче сало, родзинки, смородину, мускатний горіх, гвоздику, мускатний горіх, коричневий цукор, яблука, лимони, бренді та апельсинову цедру. Під час Громадянської війни в Англії, разом з осудом інших католицьких звичаїв, вони були заборонені: «Ні, бідний розмарин і лавровий пиріг, а також різдвяний пиріг вважаються гидотою». Пуритани були проти різдвяного пирога через його зв'язок з католицизмом. У своїй «Історії повстання» Марчамонт Нідхем писав: «Усі сливи, яким протистоять сини пророків, і бульйони зі спеціями надто гарячі; зрада в грудневому пирозі, і смерть у горщику». Дехто вважав їх непридатними для того, щоб займати пост священнослужителя, що змусило Філо-Клеріка прокоментувати це:
Різдвяний пиріг за своєю природою є свого роду освяченим пирогом і знаком відмінності; і все ж його часто забороняють, друїди сім'ї.  Дивно, що яловича вирізка, чи то варена, чи смажена, коли вона ціла, піддається найбільшим грабункам і вторгненням; але якщо її порізати на дрібні шматочки й підкинути догори зі сливами і цукром, вона змінює свою властивість, і назавжди стає м'ясом для свого господаря.

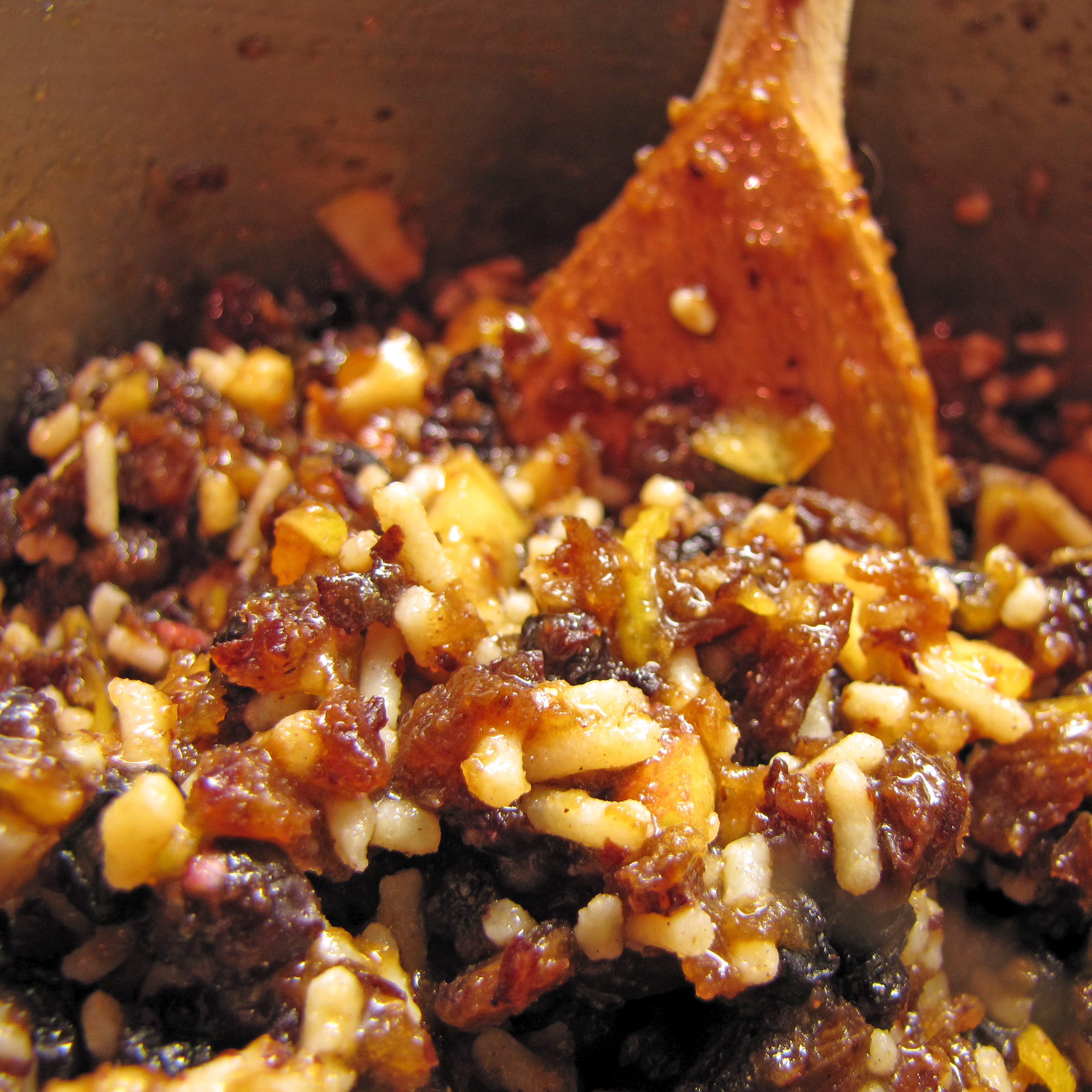
Домашній фарш

У своєму есе «Життя Семюела Батлера» Семюел Джонсон писав про «старого пуританина, який жив у моєму дитинстві»… не їв одного з його забобонних м'яса та напоїв". В іншому есе, опублікованому в журналі The Gentleman's Magazine за грудень 1733 року, популярність «Різдвяного пирога» пояснювалася, можливо, «безплідністю сезону та нестачею фруктів і молока для приготування пирогів, заварних кремів та інших десертів», а також, можливо, «релігійним відношенням до свята, від якого він отримав свою назву». Автор також згадує про заперечення квакерів проти частування, «які відрізняють свої свята єретичним видом пудингу, відомим під своїми назвами, і виступають проти різдвяного пирога, як винаходу багряної вавилонської блудниці, збіговиська забобонів, попівства, диявола і всіх його справ». Однак, різдвяний пиріг залишався популярним частуванням на Різдво, хоча він був меншим і солодшим, і в Англії після Реформації не було жодних ознак уявного католицького ідолопоклонства. Люди почали готувати фруктово-пряну начинку за кілька місяців до того, як вона була потрібна, зберігаючи її в банках, і коли Британія вступила у вікторіанську епоху, додавання м'яса для багатьох стало другорядною думкою (хоча використання сала залишилося). Його смак тоді був в цілому схожий на сьогоднішній, хоча деякі письменники 20-го століття продовжували виступати за включення м'яса.

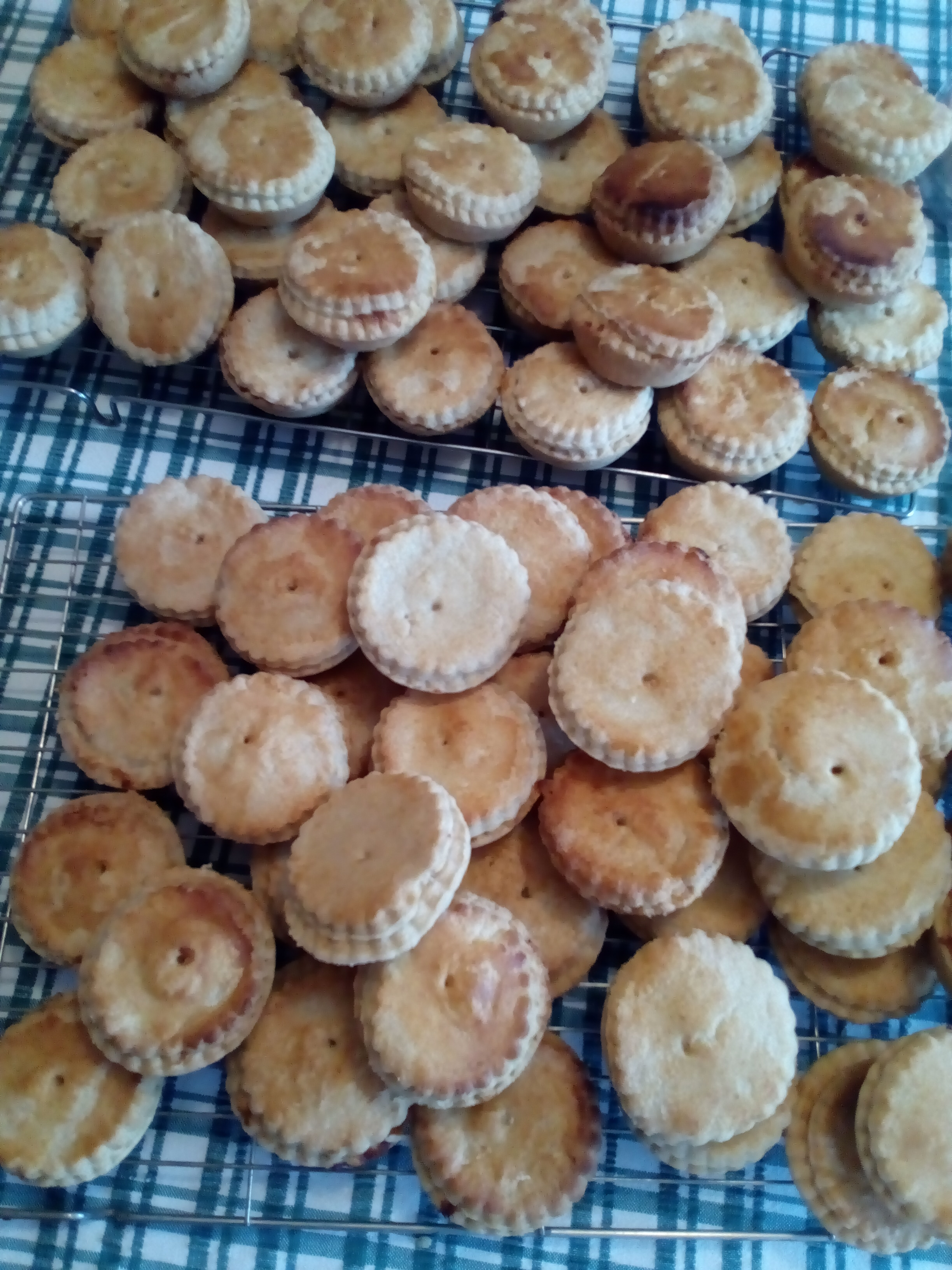
Партія сучасних домашніх пирогів з фаршу

Хоча сучасний рецепт вже не має того ж переліку 13 інгредієнтів, що колись використовувався (символ Христа і його 12 апостолів за словами автора Маргарет Бейкер), пиріг з фаршем залишається популярним різдвяним частуванням. Пекарня Greggs овідомила про продаж 7,5 мільйонів пирогів з фаршем під час Різдва 2011 року. Популярне твердження про те, що вживання пиріжків з фаршем на Різдво є незаконним, є міським міфом.

### Нова Англія
Пиріг з фаршем був привезений до Нової Англії англійськими поселенцями в 17 столітті. Спочатку це був різдвяний пиріг, але, як і в Британії, пуритани не святкували Різдво, тому в регіоні пиріг асоціювався з американським святом — Днем подяки.Інгредієнти новоанглійського пирога з м'ясним фаршем схожі на британський, з сумішшю яблук, родзинок, спецій та яловичого фаршу, що слугує начинкою. Пізніші рецепти іноді не містять яловичини, хоча «None Such» (зараз належить The JM Smucker Company), основний бренд згущеного американського фаршу, все ще містить яловичину. Пироги з м'ясним фаршем Нової Англії, як правило, є повнорозмірними пирогами, на відміну від пирогів індивідуального розміру, які зараз поширені у Великій Британії.
Нотатки
1. ↑  Traditionally beef suet, although many modern recipes use vegetable suet